# Florence (Illinois)
Florence – wieś w Stanach Zjednoczonych, w stanie Illinois, w hrabstwie Pike. Prawdopodobnie jest to najmniejsza miejscowość stanu Illinois.